# United Nations (banda)
United Nations es un supergrupo de hardcore punk, formado en Nueva York en el 2005. Geoff Rickly (vocalista de Thursday) es el único miembro conocido, con docenas de colaboradores en su existencia.

## Historia
La banda fue fundada por Rickly, su formación siempre fue "un tanto secreta", por lo tanto, es creíble que junto Daryl Palumbo (Glassjaw/Head Automatica) y Ben Koller (Converge) fueron los primeros involucrados. Esto se debe a que todos los miembros están bajo contratos con otras compañías discográficas y no se les permite legalmente trabajar en proyectos lanzados por otra casa; aunque Geoff es la excepción ya que no mantiene contrato con un sello, así que su nombre puede aparecer en los materiales. En las fotos promocionales de la banda del 2008, aparecen cuatro miembros usando máscaras de Ronald Reagan.
Este proyecto se remonta a la década del 2000, aunque en el 2008 se concretó del todo. Así, la banda grabó material suficiente para dos álbumes de estudio, dos EPs, y un álbum parodia, esto para ser lanzado en algún momento. Es incierto si la banda lanzará solo comunicados, o si se reunirán grabar más canciones.
United Nations lanzó su álbum debut el 9 de septiembre de 2008, por Eyeball Records. La banda iba a lanzar el álbum con la icónica portada de Abbey Road de The Beatles, con la excepción de que los Beatles están en llamas y caminando en sentido opuesto. Las tiendas rechazaron vender el álbum con aquella portada, ya habiendo mil copias realizadas; debido a esto, dichas copias fueron solo vendidas por el sitio web de Eyeball. El lanzamiento físico fue más tarde y con una portada diferente. La edición en vinilo se limitó a mil ejemplares, se pensaba agregar otro álbum junto a este, una versión del homónimo al estilo de Kidz Bop: United Nations Plays Pretty For A Bunch Of Fucking Babies, pero las grabaciones se perdieron, aunque fueron regrabadas para un lanzamiento posterior.
Su homónimo recibió un éxito de menor importancia. Aunque no alcanzó a llegar al US 200 se posicionó en el #44 en US Indie y el #14 en US Heat.
Los lanzamientos futuros para la banda incluyen un EP 7" por Deathwish Inc. llamado Never Mind the Bombings, Here's Your Six Figures, siendo el título y la portada una parodia al conocido álbum Never Mind the Bollocks, Here's the Sex Pistols de Sex Pistols. También en vinilo 10" EP titulado Music For Interchanging Parts para ser lanzado por Temporary Residence Records, que cuenta con una canción en varias partes. Un segundo álbum llamado Dark Side Of The UN está grabado y se espera a su lanzamiento.
El debut en vivo de la banda fue el 20 de enero de 2009, en el día de la inauguración presidencial de Barack Obama, junto a las bandas Anti-Flag, Darkest Hour, The A.K.A.s y Ruins, en Washington D. C.
A cuatro años después de su show debut, la banda se presentó en vivo el 20 de enero de 2013, en Washington D. C., con las bandas Old Lines y Black Clouds. En octubre/noviembre del 2013, United Nations recorrió el este de EE.UU con Pianos Become the Teeth y Circle Takes the Square. La alineación en dichos show cambió, contado con David Haik y Zac Sewell, miembros de Pianos Become the Teeth.

## Influencias y género
Musicalmente, en género United Nations es descrito como screamo (de la escuela noventera), hardcore punk, powerviolence y post-hardcore. De influencia se cita a Refused, The Nation of Ulysses, Orchid, Majority Rule, Fugazi, Reversal of Man, y bandas de los sellos Gravity o Ebullition. Aunque también se describen como grindcore. UN cita a varias bandas es sus álbumes, en su homónimo la canción The Shape of Punk that Never Came cita al álbum The Shape of Punk to Come (1998) de Refused; en la lírica de esta canción dice Dennis, ¿estás escuchando? ¿hay algo que me falta?, dirigida al vocalista de dicha banda, Dennis Lyxzén. 
Líricamente, la banda abarca a temas cómicos, sociales y políticos. Específicamente, UN fue inspirado por bandas que plantearon cuestiones acerca de la corrupción política, la desigualdad social, la responsabilidad personal y la libertad artística en oposición a las bandas que se concentraron más en la cultura pop'.

## Controversia
Antes de su venta, las tiendas se negaron a vender el álbum homónimo de debut de la banda por copyright. Como resultado, solo mil copias se hicieron con la controvertida portada y copias posteriores se realizaron con una cubierta alternativa. Las mil copias originales se vendieron exclusivamente en el sitio web de Eyeball Records y por la banda personalmente.
La Organización de las Naciones Unidas ordenó a Facebook el cierre del sitio de la banda en dicha red. Facebook informó a la banda acerca de la eliminación, y también declaró: el uso del nombre de "Naciones Unidas" por la banda y el uso de su logotipo que se asemeja al emblema de la ONU no ha sido autorizado y viola las leyes internacionales y de los Estados Unidos ... El sello discográfico de la banda respondió cómicamente la situación diciendo: las Naciones Unidas, una organización internacional de algún tipo, ha estado tomando tema con la banda que lleva su nombre. ¿Quién tenía el nombre primero es abierto a debate? pero el problema existe, no obstante. Eyeball también hizo alusión a la posibilidad de ya no ser capaz de lanzar su álbum debut. En diciembre de 2008, se suprimió también el MySpace de la banda.

## Miembros
Es sabido que el único miembro conocido para prensa y propósito de medios es Geoff Rickly, quién no permanecía con contrato de alguna casa discográfica y siendo los demás anónimos. Aunque Daryl Palumbo, Ben Koller, y varios miembros más fueron contratados por Eyeball Records para contribuir con United Nations. En una entrevista con este, citó a los no-miembros instrumentistas, el grupo de comedia Stella y la comediante Kristen Schaal que ayudó a escribir las letras, y los creadores de Homestar Runner que contribuyeron como "directores" de la banda.

### Miembros actuales
- Geoff Rickly — voces, guitarra (de Thursday, único miembro sin anonimato).[2][14]
- Lukas Previn — guitarra (de Acid Tiger, miembro desde en inicio).[9][14][15][16]
- Jonah Bayer — guitarra (de Lovekill, miembro desde en inicio).[3][9][14][16]
- Zac Sewell — bajo (de Pianos Become the Teeth, miembro desde 2013, aparece en los lanzamientos rusos de la banda).[8][9][17]
- David Haik — batería (de Pianos Become the Teeth, miembro desde 2013, aparece en los lanzamientos rusos de la banda).
- Omar Aldair — teclados, secuencias (de Pianos Become the Teeth, miembro desde 2013, aparece en los lanzamientos rusos de la banda)[8][9][17]

### Miembros anteriores
- Daryl Palumbo — voces (de Glassjaw/Head Automatica).[2]
- Ben Koller — batería (de Converge/All Pigs Must Die/Acid Tiger, participó al menos una vez con la banda en 2009).[14][18]
- Christopher Conger — batería (de The Number Twelve Looks Like You).[3]
- Eric Cooper — bajo (de Made Out of Babies).[3]
- Ryan Bland — voces (de Home 33, participó al menos una vez con la banda en 2009).[14]

## Discografía
Álbumes de estudio
- United Nations (2008, Eyeball) #44 US Indie
- The Next Four Years (2014, Temporary Residence)

EPs
- Never Mind the Bombings, Here's Your Six Figures 7" (2010, Deathwish Inc.)
- Illegal UN (2013, autolanzamiento)

Singles
- Serious Business / Meanwhile On Main Street 7" (2017, Temporary Residence)
- Revolutions At Varying Speeds 7" (2017, Temporary Residence)
- Stairway to Mar-a-Lago (2017, Temporary Residence)
- F#A#$ 10" (??, Temporary Residence)